# Internationaler Tag der Roma

Flagge der Roma, angenommen auf dem Ersten Welt-Roma-Kongress am 8. April 1971, an den jährlich mit dem Internationalen Tag der Roma erinnert wird

Der Internationale Tag der Sinti und Roma (auch Internationaler Roma-Tag oder Welt-Roma-Tag; englisch International Romani Day, französisch Journée internationale des Roms) ist ein weltweiter Aktionstag, mit dem auf die Situation der Roma, insbesondere deren Diskriminierung und Verfolgung, aufmerksam gemacht und zugleich die Kultur dieser ethnischen Minderheit gefeiert werden soll. Er findet seit 1990 jährlich am 8. April statt.
Das Datum 8. April erinnert an die Anfänge der Roma-Bürgerrechtsbewegung mit dem Ersten Welt-Roma-Kongress, der am 8. April 1971 in London stattfand. Auf dem Kongress diskutierten 23 Vertreter aus neun Staaten kulturelle und soziale Fragen mit Bezug auf die Roma. Dabei wurden unter anderem die vielfach als diskriminierend empfundenen Fremdbezeichnungen „Gypsy“ und „Zigeuner“ zugunsten der Eigenbezeichnung „Roma“ verworfen. Außerdem wurden auf dem Kongress mit der Flagge der Roma und der Hymne der Roma zwei wichtige Symbole der weltweiten Roma-Bürgerrechtsbewegung angenommen. Zur Erinnerung an dieses Ereignis beschloss der Vierte Welt-Roma-Kongress 1990 in Serock (Polen) formell die Einführung eines internationalen Aktionstages der Roma.